# Laura Betti
Laura Betti, egentligen Trombetti, född 1 maj 1927 i Bologna, död 31 juli 2004 i Rom, var en italiensk skådespelare. Hon var nära vän med Pier Paolo Pasolini och medverkade i flera av hans filmer samt gjorde en dokumentär om honom 2002. Hon medverkade också i filmer av bland andra Federico Fellini, Bernardo Bertolucci, Catherine Breillat, Mario Bava, Ettore Scola och bröderna Paolo och Vittorio Taviani.

## Filmografi (urval)
- 1960 – Det ljuva livet (ej krediterad)
- 1963 – Ro.Go.Pa.G. (delen "La ricotta")
- 1967 – Edipo re (ej krediterad)
- 1968 – Teorema
- 1969 – Svinstian (röstdubbning)
- 1970 – Il rosso segno della follia
- 1970 – Död åt companeros (ej krediterad, röstdubbning)
- 1971 – Reazione a catena (ej krediterad)
- 1972 – Canterbury Tales
- 1972 – I faderns namn
- 1972 – Sista tangon i Paris (borttagna scener)
- 1975 – Salò, eller Sodoms 120 dagar (ej krediterad, röstdubbning)
- 1976 – 1900
- 1979 – Månen (ej krediterad)
- 1982 – Natten i Varennes
- 1993 – Den stora pumpan
- 2001 – Fat Girl